# الكوربولا
الكوربولا هي جنس دقيق من رخويات المياة المالحة ورخويات ثنائيات الصدفة البحرية.